# Pirtleville
Pirtleville és una concentració de població designada pel cens dels Estats Units a l'estat d'Arizona. Segons el cens del 2000 tenia 1.550 habitants.

## Demografia
Segons el cens del 2000, Pirtleville tenia 1.550 habitants, 454 habitatges, i 361 famílies La densitat de població era de 332,5 habitants/km².
Dels 454 habitatges en un 43,2% hi vivien nens de menys de 18 anys, en un 57,7% hi vivien parelles casades, en un 15,9% dones solteres, i en un 20,3% no eren unitats familiars. En el 18,7% dels habitatges hi vivien persones soles el 8,6% de les quals corresponia a persones de 65 anys o més que vivien soles. El nombre mitjà de persones vivint en cada habitatge era de 3,41 i el nombre mitjà de persones que vivien en cada família era de 3,91.
Per edats la població es repartia de la següent manera: un 36% tenia menys de 18 anys, un 9,1% entre 18 i 24, un 24% entre 25 i 44, un 20,6% de 45 a 60 i un 10,3% 65 anys o més.
L'edat mediana era de 29 anys. Per cada 100 dones de 18 o més anys hi havia 93,4 homes.
La renda mediana per habitatge era de 19.355 $ i la renda mediana per família de 21.301 $. Els homes tenien una renda mediana de 23.359 $ mentre que les dones 20.852 $. La renda per capita de la població era de 7.244 $. Aproximadament el 30,1% de les famílies i el 38,3% de la població estaven per davall del llindar de pobresa.

## Poblacions més properes
El següent diagrama mostra les poblacions més properes.